# Heinrich Dreser
Heinrich Dreser (1860 - 1924) fue un químico nacido en Darmstadt, Alemania. Siendo hijo de un profesor de física sintió interés por la química a temprana edad. Estudió en la Universidad de Heidelberg donde recibió un doctorado. Tras ser profesor de la Universidad de Bonn, en 1897 se unió a la compañía Bayer donde trabajó como persona encargada de comprobar la eficacia y seguridad de nuevos fármacos.
Fue responsable por el lanzamiento comercial de dos de los fármacos más importantes en la historia de Bayer: la aspirina y la heroína.
Aunque la heroína fue sintetizada por primera vez por el químico británico Charles Romley Alder Wright en 1874, fue Heinrich Dreser quien percibió su potencial comercial.
Para la edad de 53 años y sin ningún tipo de problema económico decide no renovar contrato con Bayer y se muda a Düsseldorf donde comienza a trabajar como profesor honorario en la Academia Médica sin cobrar salario.
En 1924 renunció a la Academia Médica aduciendo problemas de salud y se mudó a Zúrich, donde volvió a casarse. Fue el mismo año en que Estados Unidos prohibió la fabricación y uso de la heroína. El 21 de diciembre del mismo año Dreser falleció.
- Datos: Q512634
- Multimedia: Heinrich Dreser / Q512634